# Montrichardia arborescens
Montrichardia arborescens är en kallaväxtart som först beskrevs av Carl von Linné, och fick sitt nu gällande namn av Heinrich Wilhelm Schott. Montrichardia arborescens ingår i släktet Montrichardia och familjen kallaväxter. Inga underarter finns listade.

## Bildgalleri

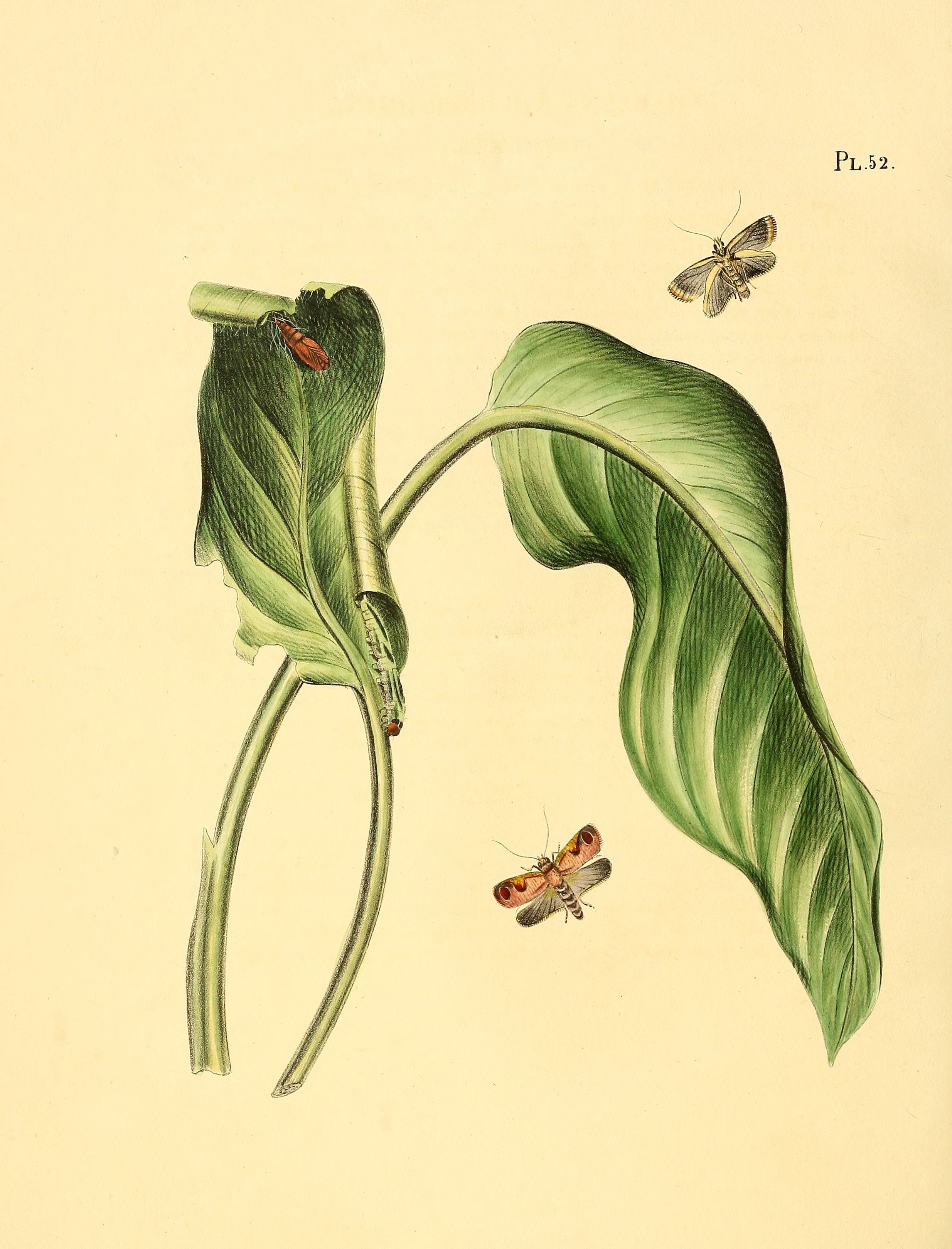
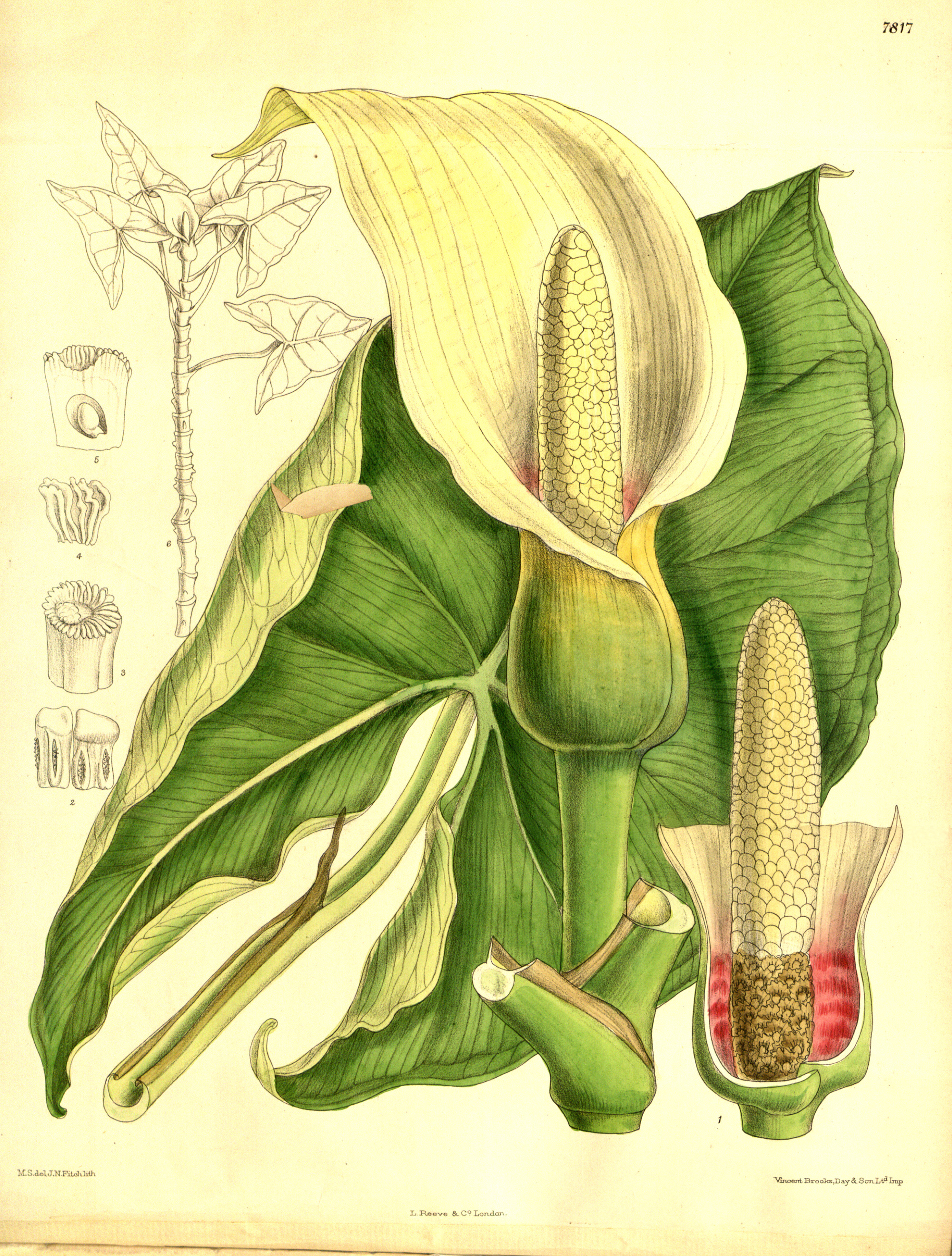